# Février 1801

## Événements

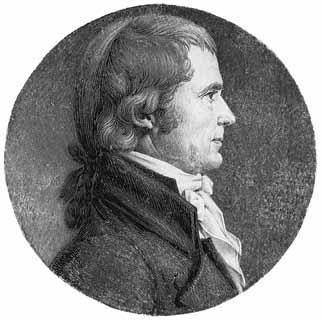
John Marshall

- Début de la persécution des catholiques en Corée (persécution Sinyu), sur ordre de la reine douairière Kim[1]. Le catholicisme est interdit par décret. Les luttes de faction paralysent la monarchie coréenne. Le clan Kim monopolise les fonctions administratives. Les reines douairières dominent la cour de Séoul.

- 2 février :
  - France : la Congrégation est réunie à Paris par l’ancien père jésuite Jean-Baptiste Bourdier-Delpuits.
  - Russie : destitution et exil de Rostoptchine[2].

- 4 février : John Marshall est nommé président de la Cour suprême des États-Unis, il a exercé cette fonction du 4 février 1801 jusqu'à sa mort le 6 juillet 1835. Ses trois décennies passées à la Cour suprême marqueront considérablement le système législatif américain.

- 7 février, France : le 18 pluviôse, création de tribunaux spéciaux dans 32 départements troublés. Pendant le vote de ces lois, apparaît une rupture entre les Brumairiens, déçus de se voir écartés du pouvoir, et Bonaparte.

- 9 février : traité de Lunéville entre la France et l'Autriche à propos de l'Italie, ratifiant les conditions du traité de Campoformio et réduisant le rôle de l’empereur en Allemagne ; l’Autriche cède la Belgique, reconnaît à la France la rive gauche du Rhin et des « républiques sœurs ». Elle ne conserve en Italie que la Vénétie[3].

- 17 février : à la suite d'un démêlé électoral, le républicain démocrate Thomas Jefferson est élu président des États-Unis après avoir battu le fédéraliste John Adams (vice-président, son opposant Aaron Burr)[4]. Fin de mandat en 1809.

- 18 février : armistice de Foligno[3]. Fin de la République parthénopéenne. La reconquête de l’Italie par les Français s’achève par la prise de Naples[5].

- 19 février : restitution de la partie occidentale de la Louisiane à la France par l’Espagne, en application des clauses secrètes du traité de San Ildefonso[6].

- 27 février : Washington, D.C. est placé sous la juridiction du Congrès des États-Unis.

## Naissances
- 1er février :
  - Thomas Cole, peintre britannique/américain († 6 février 1848)
  - Théodore Lacordaire, entomologiste belge d'origine française († 18 juillet 1870)
  - Émile Littré : lexicographe et philosophe français († 2 juin 1881)
  - Jean-Baptiste Boussingault, chimiste français († 11 mai 1887)
- 21 février : John Henry Newman, ecclésiastique britannique († 11 août 1890)
- 23 février : Pierre-Asthasie-Théodore Sentiès, peintre français  († 30 novembre 1875)
- 24 février : Charlemagne-Oscar Guët, peintre français († 29 novembre 1871)

## Décès
- 7 février : Daniel Chodowiecki, peintre, illustrateur et graveur germano-polonais (° 16 octobre 1726).
- 10 février : Guillaume de Saint-Jacques de Silvabelle (né en 1722), mathématicien et astronome français.
- 12 février : Jean d'Arcet (né en 1724), chimiste français.
- 18 février : Guillaume François Charles Goupil de Préfelne, homme politique français (° 29 juillet 1727).